# PWS-33 Wyżeł
PWS-33 Wyżeł byl polský dvoumotorový vojenský cvičný letoun zkonstruovaný před druhou světovou válkou firmou Podlaska Wytwórnia Samolotów (Podlaská továrna na letadla). Plánovanou sériovou výrobu narušil německý vpád do Polska a stroj zůstal jen v prototypovém stádiu.

## Vznik a vývoj
Po rozhodnutí o tom, že standardní výzbroj bojových letek Polského letectva bude tvořit dvoumotorový stíhací bombardér PZL.38 Wilk vyvstala potřeba dvoumotorového letounu pro výcvik jeho osádek. V roce 1936 byl společnosti PWS zadán vývoj pokračovacího cvičného stroje finančně nenáročné dřevěné konstrukce, který by svým základním uspořádáním a letovými vlastnostmi připomínal vyvíjený PZL.38 Wilk. Vedoucím konstruktérem projektu se stal Wacław Czerwiński, známý jako autor několika úspěšných kluzáků, který vývojové práce zahájil po získání informací o aerodynamických charakteristikách PZL.38 Wilk od jeho hlavního konstruktéra Francisczka Misztala.
Typ byl řešen jako dolnoplošník celodřevěné konstrukce s překližkovým potahem, kromě křidélek a dalších pohyblivých ploch, které byly potažené plátnem. Trup letadla eliptického průřezu byl poloskořepinový. Pilotní žák a za ním sedící instruktor sdíleli tandemově uspořádaný kokpit, krytý společným skleněným překrytem, jehož sekce se odsouvaly vzad. Typ byl vybaven dvojím řízením. Křídlo bylo dvounosníkové, opatřené automatickými sloty Handley Page na náběžné hraně a odštěpnými klapkami na odtokové. Svislá ocasní plocha byla dvojitá. Pohon pevných dřevěných dvoulistých vrtulí typu Szomański zajišťovala dvojice vzduchem chlazených čtyřválcových invertních motorů PZInż. Major 4B pod hliníkovými kryty. Podvozek byl záďového typu, s hlavními jednotkami zatažitelnými do motorových gondol, z nichž po zatažení kola částečně vyčnívala, což mělo zvyšovat bezpečnost případného nouzového přistání, a pevnou ostruhou s kluznou patkou. Pro zajištění zbraňového výcviku typ nesl lehkou výzbroj a byl vybaven fotokulometem.
Prototyp PWS-33 poprvé vzlétl na přelomu srpna a září 1938, a jeho zkoušky probíhaly úspěšně. Stroj měl dobré letové vlastnosti a maximální rychlost letadla dokonce překročila projektovanou. Letoun byl schopen akrobacie a jeho hmotnost a rozměry byly srovnatelné s jednomotorovým cvičným PWS-26. Letounu bylo přiděleno jméno Wyżeł (ohař) a v listopadu a prosinci byl vystavován na Aerosalonu v Paříži (pod označením  PZL Wyżeł) a setkal se s příznivým ohlasem ve světovém leteckém tisku. V lednu 1939 poprvé vzlétl druhý prototyp PWS-33/II, odlišující se mírně upravenými kryty motorů s dodatečnými vstupy vzduchu pro chlazení.

## Operační historie

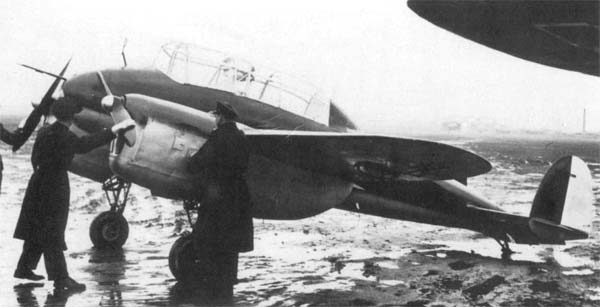
Druhý prototyp PWS-33

Po úspěšném absolvování zkoušek bylo rozhodnuto o zahájení sériové výroby. Program vývoje PZL.38 Wilk byl sice mezitím opuštěn, jelikož pro tento ambiciózně koncipovaný typ se nepodařilo zajistit adekvátní pohonné jednotky, nicméně PWS-33 mohl stále nalézt uplatnění jako stroj pro výcvik pilotů středních bombardérů PZL.37 Łoś a projektovaných těžkých stíhačů, například PZL.48 Lampart nebo PZL.54 Ryś. Výroba první pětadvacetikusové série byla zahájena v létě 1939, ale před vypuknutím války se nepodařilo dokončit ani jeden.
Po německém vpádu do Polska byl první prototyp (PWS-33/I) zničen při bombardování továrny PWS v Białe Podlaske, zatímco PWS-33/II, nacházející se ve stavu experimentální letky polských vzdušných sil, byl lehce poškozen a ukořistěn Wehrmachtem na letišti Okęcie. Jeho další osud je nejistý, ale podle některých pramenů byl nejprve testován Luftwaffe v Berlíně a poté zachován jako muzejní exponát do doby než byl zničen spojeneckým bombardováním.

## Uživatelé
- Polsko
  - Polské letectvo

## Specifikace

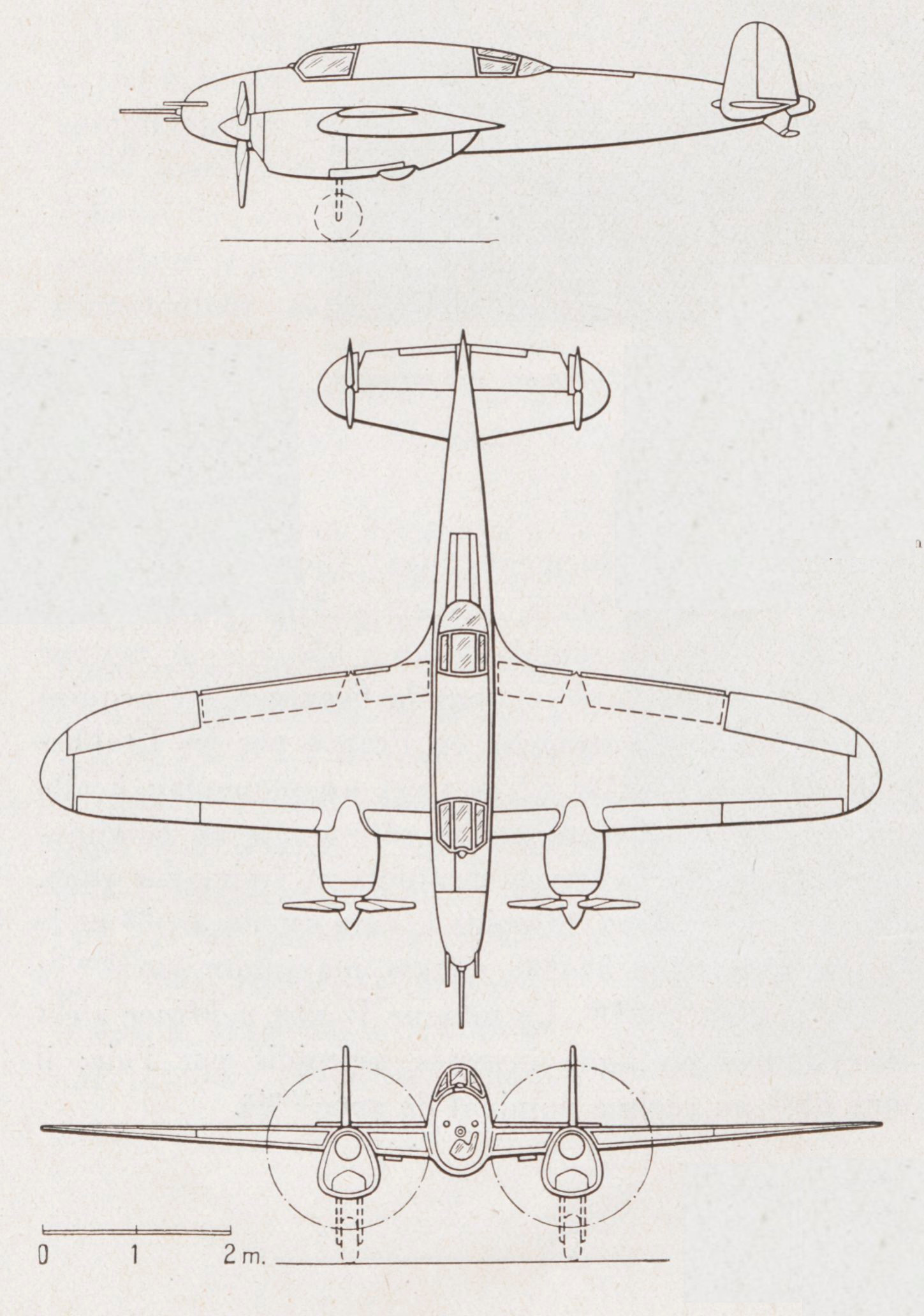
PWS-33 Wyżeł

Údaje podle

### Technické údaje
- Osádka: 2 (instruktor a žák)
- Délka: 6,935 m
- Rozpětí: 9,26 m
- Výška: 2,556 m
- Nosná plocha: 12,7 m²
- Prázdná hmotnost: 950 kg
- Vzletová hmotnost: 1 410 kg
- Pohonná jednotka: 2 × vzduchem chlazený invertní čtyřválcový řadový motor PZInż. Major 4B pohánějící pevné dvoulisté dřevěné vrtule Szomański
- Výkon pohonné jednotky: 97 kW (130 hp) každý

### Výkony
- Maximální rychlost: 315 km/h na úrovni mořské hladiny
- Cestovní rychlost: 260 km/h ve výši 1 000 m
- Dolet: 1 160 km
- Praktický dostup: 4 500 m
- Stoupavost:
- Zatížení křídel: 111 kg/m²
- Poměr výkon/hmotnost: 5,4 kg/hp

### Výzbroj
- 1 × kulomet PWU wz. 33 ráže 7,92 mm v přídi trupu[2]
- 2 × 12,5kg puma[2]